# Madiran
Madiran è un comune francese di 469 abitanti situato nel dipartimento degli Alti Pirenei nella regione dell'Occitania.
Ha dato il proprio nome alla nota zona vinicola che gode, da tempo, dell'Appellation d'origine protégée (AOP).

## Storia

### Simboli
La croce fa riferimento all'abbazia fondata dai monaci benedettini nell'XI secolo di cui oggi rimangono solo pochi resti; le teste ricordano il passaggio dei Mori nel territorio del comune; la vite simboleggia la viticoltura e la produzione di vino Madiran.

## Società

### Evoluzione demografica
Abitanti censiti